# Rasa de la Teuleria (Solsonès)
La Rasa de la Teuleria és un torrent afluent per la dreta de la Rasa de Coll de Port, a la Vall de Lord.

## Descripció
Neix a 2.113 metres d'altitud al vessant NE del Tossal de l'Estivella, a uns 670 metres del cim. Des de l'inici agafa la direcció predominant W-E que mantindrà durant tot el seu curs fins a desguassar a la Rasa de Coll de Port a 1.485 metres d'altitud, uns 500 m. més avall d'on la Rasa de Carbassers creua la carretera LV-4012 de La Coma a Coll de Port.

## Territoris que travessa
Fa tot el seu recorregut pel terme municipal de La Coma i la Pedra

## Xarxa hidrogràfica
La Rasa de la Teuleria no té cap afluent.

## Perfil del seu curs
| Recorregut (en m.) | Altitud (en m.) | Pendent |
| ------------------ | --------------- | ------- |
| 0                  | 2.113           | -       |
| 250                | 2.023           | 36,0%   |
| 500                | 1.915           | 43,2%   |
| 750                | 1.836           | 31,6%   |
| 1.000              | 1.705           | 52,4%   |
| 1.250              | 1.584           | 48,4%   |
| 1.449              | 1.485           | 43,2%   |